# Кен Сема
Кен Сема (швед. Ken Sema, нар. 30 вересня 1993, Норрчепінг) — шведський футболіст конголезького походження, півзахисник клубу «Пафос» і національної збірної Швеції.

## Клубна кар'єра
Вихованець футбольного клубу «Норрчепінг», в якому перебував на контракті вісім сезонів, але так і не заграв в основному складі команди та зрештою опинився в клубу «Сильвія» на правах оренди в 2013 році. Відіграв за «Сильвія» до кінця 2013 року.
Протягом 2014—2015 років захищав кольори команди клубу «Юнгшиле СК».
До складу клубу «Естерсунд» приєднався 2016 року. Відіграв за нього 58 матчів у національному чемпіонаті. У розіграші 2016/17 допоміг команді здобути перший у її історії трофей — Кубка Швеції.
5 липня 2018 року приєднався до англійського «Вотфорда», підписавши з клубом п'ятирічний контракт. В англійському клубі не зміг подолати конкуренцію за місце в основному складі команди і за рік був відданий в оренду до італійського «Удінезе». У складі команди з Удіне протягом сезону був стабільним гравцем основного складу, після чого повернувся до «Вотфорда», де почав вже регулярно виходити на поле. Загалом провів за «шершнів» 176 ігор і забив 12 голів у всіх турнірах.
31 січня 2025 року Сема підписав контракт з кіпрським клубом «Пафос».

## Виступи за збірну
2016 року захищав кольори олімпійської збірної Швеції. У складі цієї команди провів 4 матчі, забив 1 гол. У складі збірної — учасник футбольного турніру на Олімпійських іграх 2016 року у Ріо-де-Жанейро.
На початку 2017 року дебютував в офіційних матчах за національну збірну країни, вийшовши на заміну наприкінці товариської зустрічі зі збірною Словаччини.
Сема був включений до складу команди на Євро-2020, але на поле на турнірі не виходив. Свій перший гол за національну збірну він забив у матчі Ліги націй проти Словаччини (2:2) 11 жовтня 2024 року.
15 червня 2025 року він оформив хет-трик у товариському матчі проти збірної Алжиру, який Швеція виграла з рахунком 4:3.
| Дата       | Місто      | Господарі   | Результат | Гості             | Турнір                                    | Голи | Примітки |
| ---------- | ---------- | ----------- | --------- | ----------------- | ----------------------------------------- | ---- | -------- |
| 12-1-2017  | Абу-Дабі   | Швеція      | 6 – 0     | Словаччина        | товариський матч                          | -    | 60'      |
| 7-1-2018   | Абу-Дабі   | Естонія     | 0 – 1     | Швеція            | товариський матч                          | -    | 64'      |
| 11-1-2018  | Абу-Дабі   | Швеція      | 1 – 0     | Данія             | товариський матч                          | -    | 60'      |
| 24-3-2018  | Стокгольм  | Швеція      | 1 – 2     | Чилі              | товариський матч                          | -    | 79'      |
| 27-3-2018  | Крайова    | Румунія     | 1 – 0     | Швеція            | товариський матч                          | -    |          |
| 6-9-2018   | Прага      | Австрія     | 2 – 0     | Швеція            | товариський матч                          | -    | 67'      |
| 18-11-2019 | Стокгольм  | Швеція      | 3 – 0     | Фарерські острови | Відбір до ЧЄ 2020                         | -    | 65'      |
| 5-9-2020   | Стокгольм  | Швеція      | 0 – 1     | Франція           | Ліга націй УЄФА 2020-2021 - 1-й етап      | -    | 88'      |
| 8-10-2020  | Москва     | Росія       | 1 – 2     | Швеція            | товариський матч                          | -    | 77'      |
| 31-3-2021  | Стокгольм  | Швеція      | 1 – 0     | Естонія           | товариський матч                          | -    | 61'      |
| 29-5-2021  | Стокгольм  | Швеція      | 2 – 0     | Фінляндія         | товариський матч                          | -    | 66'      |
| 5-6-2021   | Стокгольм  | Швеція      | 3 – 1     | Вірменія          | товариський матч                          | -    | 84'      |
| 5-9-2021   | Стокгольм  | Швеція      | 2 – 1     | Узбекистан        | товариський матч                          | -    |          |
| 16-11-2022 | Жирона     | Мексика     | 1 – 2     | Швеція            | товариський матч                          | -    | 83'      |
| 16-6-2023  | Стокгольм  | Швеція      | 4 – 1     | Нова Зеландія     | товариський матч                          | -    | 46'      |
| 9-9-2023   | Таллінн    | Естонія     | 0 – 5     | Швеція            | Відбір до ЧЄ 2024                         | -    |          |
| 12-9-2023  | Стокгольм  | Швеція      | 1 – 3     | Австрія           | Відбір до ЧЄ 2024                         | -    |          |
| 16-11-2023 | Баку       | Азербайджан | 3 – 0     | Швеція            | Відбір до ЧЄ 2024                         | -    |          |
| 5-9-2024   | Баку       | Азербайджан | 1 – 3     | Швеція            | Ліга націй УЄФА 2024-2025 - груповий етап | -    | 46'      |
| 8-9-2024   | Стокгольм  | Швеція      | 3 – 0     | Естонія           | Ліга націй УЄФА 2024-2025 - груповий етап | -    | 63'      |
| 11-10-2024 | Братислава | Словаччина  | 2 – 2     | Швеція            | Ліга націй УЄФА 2024-2025 - груповий етап | 1    |          |
| 14-10-2024 | Таллінн    | Естонія     | 0 – 3     | Швеція            | Ліга націй УЄФА 2024-2025 - груповий етап | -    | 84'      |
| 16-11-2024 | Стокгольм  | Швеція      | 2 – 1     | Словаччина        | Ліга націй УЄФА 2024-2025 - груповий етап | -    |          |
| 19-11-2024 | Стокгольм  | Швеція      | 6 – 0     | Азербайджан       | Ліга націй УЄФА 2024-2025 - груповий етап | -    |          |
| 22-3-2025  | Люксембург | Люксембург  | 1 – 0     | Швеція            | товариський матч                          | -    | 46'      |
| 25-3-2025  | Стокгольм  | Швеція      | 5 – 1     | Північна Ірландія | товариський матч                          | 1    |          |
| 6-6-2025   | Будапешт   | Угорщина    | 0 – 2     | Швеція            | товариський матч                          | -    | 40' 63'  |
| 10-6-2025  | Стокгольм  | Швеція      | 4 – 3     | Алжир             | товариський матч                          | 3    |          |
| Усього     |            | Матчів      | 28        |                   | Голів                                     | 5    |          |

## Титули і досягнення
- Володар Кубка Швеції (1):

«Естерсунд»: 2016/17
- Чемпіон Кіпру (1):

«Пафос»: 2024/25